# Отвъд оградата
Отвъд оградата е американски анимационен минисериал, създаден от Патрик МакХейл за Cartoon Network. Сериалът разказва историята на двама доведини братя, които пътуват през мистериозна гора, опитвайки се да намерят пътя към дома си. По пътя си те се натъкват на най-различни странни и фантастични неща. Анимацията е базирана на късометражен анимационен филм на МакХейл – „Том на Неизвестното“, който е изготвен като част от програмата на Cartoon Network Studios за разработване на късометражни анимации. Участват Илайджа Ууд и Колин Дийн като гласовете на главните герои на Уърт и Грег, и Мелани Лински, като говореща синя птица сиалия на име Беатрис.
„Отвъд оградата“ е първият минисериал (сериал с малък ограничен брой епизоди) на Cartoon Network. Премиерата на анимацията в САЩ е през ноември 2014 г. Идеята за сериала хрумва на МакХейл за първи път още през 2004 г. Той я предлага на канала през 2006 г. След като работи по други анимации на Картун Нетуърк, включително Невероятните неприключения на Флапджак и Време за приключения, от канала изявяват желание МакХейл да изготви пилотен епизод, който е успешен и води до създаването на минисериала. Сериалът се развива в среда, наподобяваща тази през 19-ти и 20-ти век в Америка.

## Сюжет
Историята следва двама доведени братя, Уърт и Грег, които се изгубват в мистериозна гора наречена Неизвестното, в която броди Звярът – зло чудовище, хранещо се с душите на изгубените в гората хора. За да намерят пътя към дома си, двамата трябва да преминат през гората безопасно. По пътя си те минават през най-различни странни места и срещат много обитатели на гората - някои доброжелателни, други не чак толкова. Те получават помощ от мистериозен стар дървар и своенравна синя птица на име Беатрис, която пътува заедно с момчетата, водейки ги към жена, наречена Аделаид. Според Беатрис, Аделаид може да помогне на братята да се върнат у дома.

## Герои
- Уърт е момче тийнейджър, голям брат на Грег. Той често е неуверен в себе си и предпочита да не споделя мнението си като да оставя другите да взимат решенията вместо него. Той е изключително предпазлив и недоверчив. Неговите страсти са свиренето на кларинет, поезията и интериорният дизайн, но той предпочита да ги пази в тайна, от страх да не му се подиграват. По време на престоя си в Неизвестното, той става по-самоуверен и смел.
- Грегъри (Грег) е малкият брат на Уърт. Той е енергичен, винаги оптимистичен и приятелски настроен към всички. Безгрижността и доверчивия му характер често го забъркват в неприятности. Преди да се озоват в гората, двамата с Уърт не се разбират много добре поради противоположните си характери. През цялото пътуване в гората Грег носи със себе си своята жаба-домашен любимец, на която той се опитва да намери подходящо име.
- Беатрис е говореща синя птица, която придружава Уърт и Грег в пътуването им, водейки ги към Аделаид от Пасището – "Добрата горска старица". По характер често е кисела, а понякога дори груба. Тя някога е била нормално момиче, но след като хвърля камък по синигер той проклина нея и цялото ѝ семейство да се превънат в птици. Беатрис разчита на Аделаид да развали проклятието.
- Дърварят е мистеризен, но мъдър старец, който броди в Неизвестното, сечейки специални дърва с които да захранва фенера, който носи винаги със себе си. Той предупреждава Уърт и Грег да се пазят от Звярът, който дебне за изгубени в Неизвестното деца.
- Звярът е древно създание, което манипулира изгубени в Неизвестното души, докато те не загубят надежда и желание за живот. Когато това се случи, той ги превръща в дърветата, които Дърварят сече.

## Актьорски състав
- Илайджа Ууд озвучава Уърт
- Колин Дийн озвучава Грег
- Мелани Лински озвучава Беатрис
- Кристофър Лойд озвучава Дърваря
- Джак Джоунс озвучава Жабата на Грег
- Самюел Рамзи озвучава Звяра

## Излъчване
На Сан Диего Комик-Кон през 2014 г. е показан предварителен преглед на сериала. Премиерата му в ефира на Cartoon Network в САЩ е на 3 ноември 2014 г. като се излъчва по два нови епизода пет поредни вечери. Целият минисериал е публикуван и в iTunes преди излъчването си.
Сериалът се излъчва по Cartoon Network в Австралия от 15 до 19 декември 2014 г. и по Cartoon Network в Обединеното кралство и Ирландия от 6 до 10 април 2015 г.
В България сериалът също се излъчва за пръв път от 6 до 10 април 2015 г. по Картуун Нетуърк. До 2018 г. се излъчва всяка година през октомври около празника Хелоуин. През 2021 г. отново е излъчен по канала по случай Хелоуин.

## Епизоди
| Сезон          | Епизоди        | Премиера (САЩ)   | Финал (САЩ)      | Премиера (България) | Финал (България) |
| Пилотен епизод | Пилотен епизод | 9 септември 2013 | 9 септември 2013 | не е излъчен        | не е излъчен     |
| Минисериал     | 10             | 3 ноември 2014   | 7 ноември 2014   | 6 април 2015        | 10 април 2015    |

| Номер | Заглавие                     | Сценарий и сториборд                        | Първо излъчване в САЩ | Първо излъчване в България | Зрители (в милиони) |
| --- | ---------------------------- | ------------------------------------------- | --------------------- | -------------------------- | ------------------- |
| 1 | Старата мелница              | Steve Wolfhard, Natasha Allegri, Zac Gorman | 3 ноември 2014 г.     | 6 април 2015 г.            | 1.19                |
| Изгубени в тайнствените гори на Неизвестното, двама братя на име Уърт и Грегъри се натъкват на изтощен стар дървар.                                              |                              |                                             |                       |                            |                     |
| 2 | Празникът на реколтата       | Bert Youn, Aaron Renier, Patrick McHale     | 3 ноември 2014 г.     | 6 април 2015 г.            | 1.19                |
| Говореща синя птица на име Беатрис предлага да заведе Уърт и Грег при Аделаид от Пасището – "Добрата горска старица", която да им помогне да се приберат у дома. |                              |                                             |                       |                            |                     |
| 3 | Училищни неволи              | Jim Campbell, Laura Park                    | 4 ноември 2014 г.     | 7 април 2015 г.            | 1.24                |
| Уърт, Грег и Беатрис неволно се забъркват в музикалните лудории на училище за животни.                                                                           |                              |                                             |                       |                            |                     |
| 4 | Фенерът на мрака             | Pendleton Ward, Bert Youn, Steve McLeod     | 4 ноември 2014 г.     | 7 април 2015 г.            | 1.24                |
| Беатрис е оставена под дъжда с безмозъчен кон, докато Уърт и Грег трябва да питат за напътствия в оживена гостоприемница, наречена „Тъмният фенер“.              |                              |                                             |                       |                            |                     |
| 5 | Лудо влюбен                  | Natasha Allegri, Zac Gorman                 | 5 ноември 2014 г.     | 8 април 2015 г.            | 1.55                |
| Огромното имение на милионера Куинси Ендикот обитавано ли е от красив призрак, или чаеният барон полудява?                                                       |                              |                                             |                       |                            |                     |
| 6 | Приспивна песен в Жаболандия | Bert Youn, Nick Edwards                     | 5 ноември 2014 г.     | 8 април 2015 г.            | 1.55                |
| Уърт, Грег и Беатрис се качват на борда на Жабешкия ферибот, който трябва да ги отведе близо до Аделаид от Пасището.                                             |                              |                                             |                       |                            |                     |
| 7 | Гласът на звънчето           | Patrick McHale, Bert Youn, Tom Herpich      | 6 ноември 2014 г.     | 9 април 2015 г.            | 1.19                |
| Уърт среща Лорна, млада жена, принудена да върши домакинска работа от противна вещица с вълшебно звънче.                                                         |                              |                                             |                       |                            |                     |
| 8 | В облаците                   | Mark Bodnar, Jim Campbell, Bert Youn        | 6 ноември 2014 г.     | 9 април 2015 г.            | 1.19                |
| Отчаян от неуспехите им, Уърт ляга да си почине. Грег го последва и бива въвлечен в света на сънищата, изпълнен с животни, цветя и облаци.                       |                              |                                             |                       |                            |                     |
| 9 | Към Неизвестното             | Cole Sanchez, Vi Nguyen, Zac Gorman         | 7 ноември 2014 г.     | 10 април 2015 г.           | 1.13                |
| Ретроспекция, показваща начина, по който Уърт и Грег попадат в Неизвестното.                                                                                     |                              |                                             |                       |                            |                     |
| 10 | В Неизвестното               | Natasha Allegri, Jim Campbell, Tom Herpich  | 7 ноември 2014 г.     | 10 април 2015 г.           | 1.13                |
| Когато Грег сключва сделка със Звяра, за да спаси брат си, Уърт трябва да се опълчи на Звяра и да измъкне Грег преди да е станало късно.                         |                              |                                             |                       |                            |                     |

## Награди и прием от критиците
„Отвъд оградата“ е изключително добре оценен от критиката и от публиката. Патрик Кевин Дей от „Лос Анджелис Таймс“ го нарича "забавен, зловещ и не толкова прост, колкото звучи". В TV Guide Меган Уолш-Бойл описва измислената вселена на анимацията като „свят, в който си струва да се изгубите“. Мередит Уорнър от io9 нарича минисериалът "невероятен", "странен, сладък и страхотен" и отразяващ "всички неща, които обичаме в този странен анимационен ренесанс, в който живеем в момента".
Въпреки само десетте си епизода, анимацията е хвалена от критици и публика за интригуващия си сюжет, за задълбочените теми, които разглежда, за мистериозната атмосфера, която създава, за забавната комедия, както и за страхотната музика, които го правят подходящ както за малки, така и за големи.
Минисериалът е една от най-високо оценените анимации в IMDb с рейтинг 8.8/10. В сайта Rotten Tomatoes сериалът има оценка 92% от критиците и 96% от публиката.
Печели две награди Еми и има две номинации за награди Ани.

## В България
В България сериалът започва излъчване по локалната версия на Картун Нетуърк на 6 април 2015 г. и завършва на 10 април 2015 г. Дублажът е нахсинхронен в студио Александра Аудио и в него участват Иван Велчев, Атанас Сребрев, Николай Пърлев и други.